# Gudereit
Kurt Gudereit GmbH & Co. KG – niemieckie przedsiębiorstwo zajmujące się produkcją rowerów od 1949 roku. Siedziba przedsiębiorstwa oraz zakład produkcyjny znajduje się w mieście Bielefeld, w kraju związkowym Nadrenia Północna-Westfalia. Gudereit tworzy rowery trekkingowe, miejskie oraz elektryczne.

## Historia
Przedsiębiorstwo Kurt Gudereit GmbH & Co. KG zostało założone przez Kurta Gudereita w 1949 roku. Obecnie przedsiębiorstwo jest prowadzone przez trzecie pokolenie rodziny Gudereit. Prezesem jest Tobias Gudereit. W latach 90. firma Gudereit jako jedna z pierwszych w Niemczech, rozpoczęła produkcję rowerów trekingowych. Od roku 2000 firma zajmuje się również produkcją rowerów elektrycznych. W roku 2019 zaprezentowała pierwszy w historii firmy rower typu gravel. Hasłem przewodnim firmy jest „Innovation und Tradition”. Od 2019 roku firma Gudereit posiada oficjalnych dystrybutorów na terenie Polski oraz Wielkiej Brytanii. Na terenie Polski dystrybutorem jest firma RowerToJa Sp. z o.o., w Wielkiej Brytanii Gudereit-UK. Harrop&Associates (De) Ltd.
Rowery Gudereit zdobyły wiele wyróżnień za design oraz innowacyjność. W 1974 roku firma zdobyła federalne wyróżnienie w konkursie „Gute Form”. W 2019 roku model EC-40 Foldo otrzymał nagrodę „Plus X Awards” na międzynarodowych targach turystki i rekreacji CMS w Stuttgarcie. Firma, przez dwa lata z rzędu (za 2018 oraz 2019 rok) otrzymała wyróżnienie „Beliebteste Marke” (pol. najpopularniejsza marka) niemieckiego magazynu Focus Money.

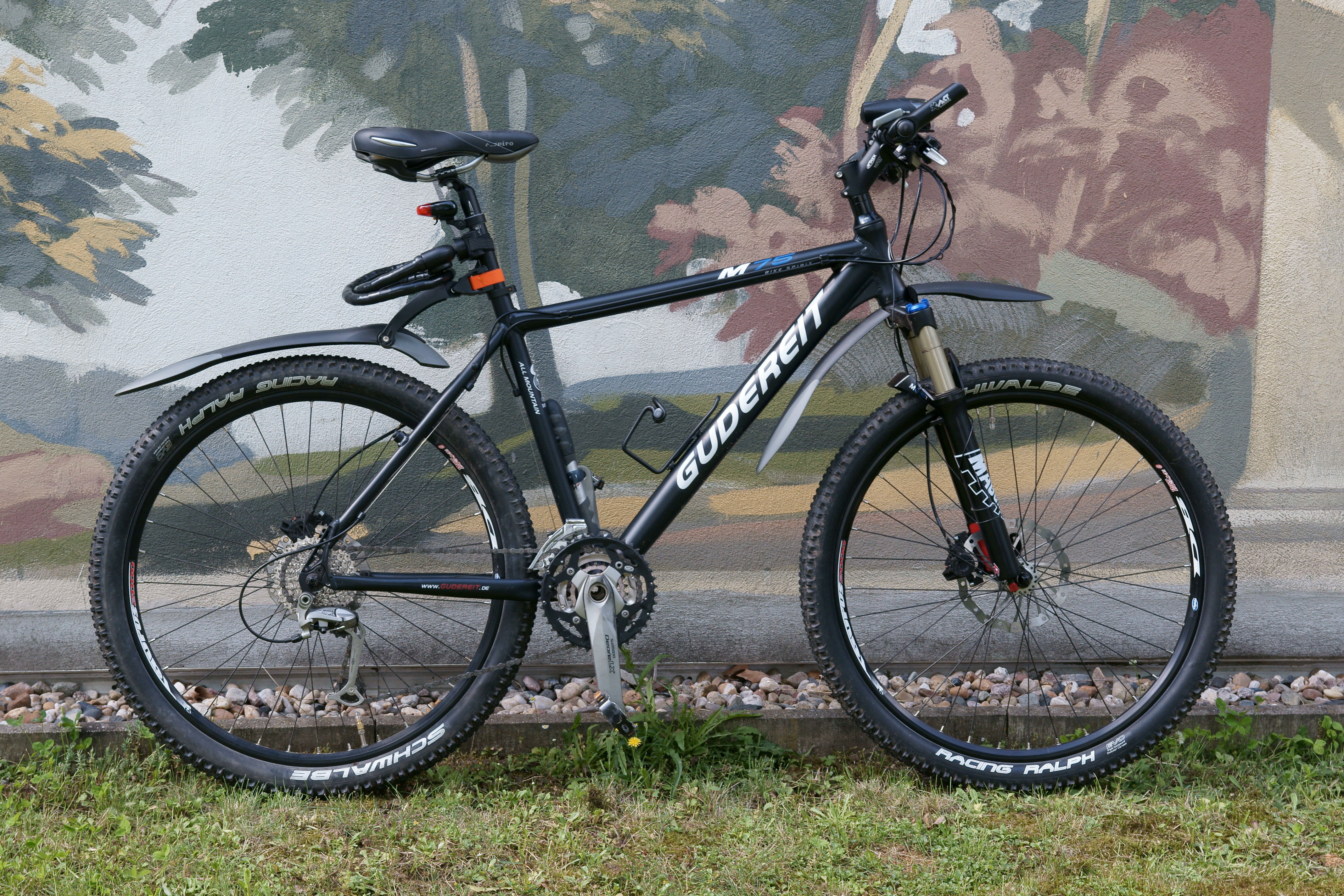
Rower marki Gudereit

Od 2011 roku Gudereit sponsoruje klub sportowy TBV Lemgo.